# خانه مومی (فیلم ۱۹۵۳)
خانه مومی (به انگلیسی: House of Wax) فیلمی در ژانر ترسناک به کارگردانی آندری دی‌تاث است که در سال ۱۹۵۳ منتشر شد.

## بازیگران
- وینسنت پرایس
- فرانک لاوجوی
- چارلز برانسون
- کارولین جونز
- فیلیس کرک
- پاول پیکرنی
- دبز گریر
- فرانک فرگوسن
- گریس لی ویتنی
- پل کوانا